# 조정호
조정호(趙正鎬, 1958년 10월 5일 ~ )는 대한민국의 금융인으로, 메리츠금융지주 회장이다.